# 공종도
집합론에서 공종도(共終度, 영어: cofinality)는 주어진 원순서 집합의 공종 집합의 최소 크기이다. 이는 원순서 집합의 일종의 복잡도를 나타낸다.

## 정의
임의의 원순서 집합 {\displaystyle (X,\lesssim )}에 대하여, {\displaystyle X}의 공종도 {\displaystyle \operatorname {cf} X}는 {\displaystyle X}의 공종 집합들의 크기들의 최솟값이다.:198, §1 마찬가지로, {\displaystyle X}의 공시작도 {\displaystyle \operatorname {cf} (X^{\operatorname {op} })}는 {\displaystyle X}의 공시작 집합들의 크기들의 최솟값이다.

### 순서수의 공종도
정렬 전순서 집합의 부분 집합은 항상 정렬 전순서 집합이다. 이 경우, 순서수 {\displaystyle \alpha }의 공종 집합들의 순서형들의 최솟값은 항상 기수이며, 이는 {\displaystyle \alpha }의 공종도와 일치한다.:32, Definition I.10.30

### 기수의 공종도
기수 {\displaystyle \kappa }의 공종도 {\displaystyle \operatorname {cf} \kappa }는 순서수로서의 공종도이다.
무한 기수 {\displaystyle \kappa }의 공종도는 다음과 같이 직접적으로 정의할 수도 있다.
{\displaystyle \operatorname {cf} \kappa =\min \left\{|I|\colon \kappa =\sum _{i\in I}\lambda _{i},\;\forall i\colon \lambda _{i}<\kappa \right\}}
즉, {\displaystyle \kappa }를 그보다 더 작은 기수들의 합으로 나타낼 때, 합의 항들의 수의 최솟값이다.
순서수 {\displaystyle \alpha }에 대하여 다음 네 조건이 서로 동치이며, 이를 만족시키는 순서수를 정칙 기수(正則基數, 영어: regular cardinal)라고 한다.
- 공종도 함수의 고정점이다. 즉, {\displaystyle \alpha =\operatorname {cf} \alpha }이다.[1]:198, §1[2]:33, Definition I.10.34
- 임의의 순서수들의 집합 {\displaystyle S\subseteq \operatorname {Ord} }에 대하여, {\displaystyle \textstyle \alpha =\sup _{\operatorname {Ord} }S}라면 (즉, {\displaystyle S\subseteq \alpha }가 공종 집합이라면) {\displaystyle \alpha }는 {\displaystyle (S,\leq )}와 순서 동형이다.
- {\displaystyle \alpha }는 기수이며, {\displaystyle \alpha \neq 2}이며, {\displaystyle \alpha }개 미만의, {\displaystyle \alpha } 미만 기수들의 기수 합으로 나타낼 수 없다. 즉, 임의의 기수의 집합 {\displaystyle (\kappa _{i})_{i\in I}}에 대하여 {\displaystyle \textstyle \alpha \leq \sum _{i\in I}\kappa }라면 {\displaystyle |I|\geq \alpha }이거나, {\displaystyle \kappa _{i}\geq \alpha }인 {\displaystyle i\in I}가 존재한다. (여기서 {\displaystyle \textstyle \sum }은 기수의 합이다.)
- {\displaystyle \alpha \neq 2}는 기수이며, 크기가 {\displaystyle \alpha } 미만인 집합들의 범주 {\displaystyle \operatorname {Set} _{<\alpha }}는 크기 {\displaystyle \kappa } 미만의 모든 쌍대 극한을 갖는다.

(일부 문헌에서는 유한 정칙 기수인 0과 1을 정칙 기수로 치지 않는 경우도 있다.)
만약 {\displaystyle \kappa >\operatorname {cf} \kappa }라면, {\displaystyle \kappa }를 특이 기수(特異基數, 영어: singular cardinal)라고 한다. {\displaystyle \kappa <\operatorname {cf} \kappa }는 불가능하다.

## 성질
공종도 함수는 멱등 함수이다.:33, Corollary I.10.33 즉, 모든 순서수 {\displaystyle \alpha }에 대하여
{\displaystyle \operatorname {cf} \operatorname {cf} \alpha =\operatorname {cf} \alpha }
이다. 즉, {\displaystyle \operatorname {cf} \alpha }는 항상 정칙 기수이다.
임의의 순서수 {\displaystyle \alpha }에 대하여 다음이 성립한다.
{\displaystyle \operatorname {cf} \alpha \leq \alpha }
이는 {\displaystyle \alpha } 전체가 자명하게 공종 집합이기 때문이다.
임의의 무한 기수 {\displaystyle \kappa }에 대하여 다음이 성립한다. (이는 쾨니그의 정리에 의하여 함의된다.)
{\displaystyle \operatorname {cf} \kappa \leq \kappa <\min \left\{\operatorname {cf} (2^{\kappa }),\kappa ^{\operatorname {cf} (\kappa )}\right\}\leq 2^{\kappa }}
1을 제외한 모든 정칙 기수는 극한 순서수이다.

## 예

### 유한 순서수
임의의 양의 자연수 {\displaystyle n>0}의 경우, (따름 순서수이므로) {\displaystyle \operatorname {cf} n=1}이다. 0의 경우 {\displaystyle \operatorname {cf} 0=0}이다. 따라서, 유한 정칙 기수는 0과 1 밖에 없다.
임의의 순서수 {\displaystyle \alpha }에 대하여 다음 두 조건이 동치이다.
- {\displaystyle \operatorname {cf} \alpha =0}
- {\displaystyle \alpha =0}

### 따름 순서수
임의의 순서수 {\displaystyle \alpha }에 대하여 다음 두 조건이 동치이다.
- {\displaystyle \operatorname {cf} \alpha =1}
- {\displaystyle \alpha }는 따름 순서수이다.

이는 {\displaystyle \{\alpha \}}가 {\displaystyle \alpha +1}의 공종 집합이기 때문이다.

### 극한 순서수
임의의 극한 순서수 {\displaystyle \lambda }에 대하여,
{\displaystyle \aleph _{\lambda }=\sum _{\alpha <\lambda }\aleph _{\alpha }}
이므로
{\displaystyle \operatorname {cf} \aleph _{\lambda }=\operatorname {cf} \lambda }
이다.
{\displaystyle \operatorname {cf} \aleph _{0}=\aleph _{0}}이다. 또한, 모든 따름 기수는 정칙 기수이므로, 임의의 순서수 {\displaystyle \alpha }에 대하여
{\displaystyle \operatorname {cf} \aleph _{\alpha +1}=\aleph _{\alpha +1}}
이다.
정칙 기수가 아닌 가장 작은 무한 기수는 {\displaystyle \aleph _{\omega }}이며,
{\displaystyle \operatorname {cf} \aleph _{\omega }=\operatorname {cf} \omega =\aleph _{0}}
이다. 반면
{\displaystyle \aleph _{0}<\operatorname {cf} (2^{\aleph _{0}})}
이므로,
{\displaystyle 2^{\aleph _{0}}\neq \aleph _{\omega }}
이다. 그러나 선택 공리를 추가한 체르멜로-프렝켈 집합론에서 {\displaystyle 2^{\aleph _{0}}}은 {\displaystyle \aleph _{\omega }}보다 클 수도, 작을 수도 있다.
편의상 선택 공리를 가정하자. 다음과 같은 기수들은 정칙 기수이다.
- {\displaystyle \aleph _{0}}
- 임의의 순서수 {\displaystyle \alpha }에 대하여, {\displaystyle \aleph _{\alpha +1}}
- 임의의 기수 {\displaystyle \kappa }에 대하여, {\displaystyle \operatorname {cf} \kappa }

### 정렬 전순서 집합이 아닌 경우
실수의 전순서 집합 {\displaystyle \mathbb {R} }의 공종도는 {\displaystyle \operatorname {cf} (\mathbb {R} )=\aleph _{0}}이다. 이는 자연수의 가산 무한 집합 {\displaystyle \mathbb {N} \subseteq \mathbb {R} }이 {\displaystyle \mathbb {R} }의 공종 집합이기 때문이다.
확장된 실수의 전순서 집합 {\displaystyle {\bar {\mathbb {R} }}=[-\infty ,\infty ]}의 공종도는 1이다. 이는 {\displaystyle {\bar {\mathbb {R} }}}가 최대 원소 {\displaystyle \infty }를 갖기 때문이다.
집합 {\displaystyle S}의 진부분 집합들의 멱집합 {\displaystyle \operatorname {Pow} (S)\setminus \{S\}}의 공종도는 {\displaystyle |S|}이다. 이는 공종 집합
{\displaystyle \{S\setminus \{s\}\colon s\in S\}\subseteq \operatorname {Pow} (S)\setminus \{S\}}
이 최소의 공종 집합이기 때문이다.
닫힌 원순서 집합 {\displaystyle (X,\lesssim )}의 공종도는 {\displaystyle X}의 극대 원소들의 동치류들의 수이다.